# Chảy máu
Chảy máu hay còn gọi là xuất huyết là tình trạng máu thoát ra khỏi hệ tuần hoàn do các mạch máu bị tổn thương. Chảy máu có thể xảy ra bên trong cơ thể (nội thương), hoặc bên ngoài cơ thể thông qua đường mở tự nhiên như miệng, mũi, tai, niệu đạo, âm đạo hoặc hậu môn, hoặc thông qua vết thương đâm xuyên qua da (ngoại thương). Giảm dung lượng máu là sự giảm mạnh lượng máu trong cơ thể, và cái chết do mất máu quá nhiều được gọi là trầm máu. Thông thường, một người khỏe mạnh có thể chịu đựng mất từ 10-15% tổng lượng máu mà không gặp khó khăn nghiêm trọng về mặt y tế (so sánh với quy trình hiến máu thường là 8-10% tổng lượng máu của người hiến máu). Việc ngừng hoặc kiểm soát chảy máu được gọi là hệ thống dừng máu (hemostasis) và là một phần quan trọng trong cấp cứu cơ bản và phẫu thuật.

## Sơ cấp cứukhi bị chảy máu[5]
Tạo áp lực trực tiếp lên vết thương, sử dụng gạc không dính và băng thun băng bó ngoài vết thương. Có thể quấn 2 lần nếu cần thiết. Có thể nâng phần chi bị thương cao hơn vị trí bơm máu của tim nếu việc này thoải mái hơn cho người bị thương.

### Các thao tác xử lý
1. Che vết thương với gạc không dính hoặc gạc thấm nước hoặc vải có thấm nước sạch.
2. Quấn băng thun chồng lên ngoài lớp gạc để tạo áp lực trực tiếp cầm máu;
3. Nếu có vật nhọn gắm sâu vào vết thương, KHÔNG rút vật nhọn ra. Cố định vật nhọn trước, che gạc thấm nước lên vết thương hở, sau đó quấn băng thun xung quanh vật nhọn để giúp cầm máu;
4. Nếu máu thấm qua lớp băng thun đầu tiên, KHÔNG tháo bỏ lớp băng đó ra, dùng băng thun thứ 2 quấn chồng lên phía trên và tạo thêm áp lực trên vết thương;
5. Đưa người bị thương đi bệnh viện nếu là vết thương lớn.

## Phân loại

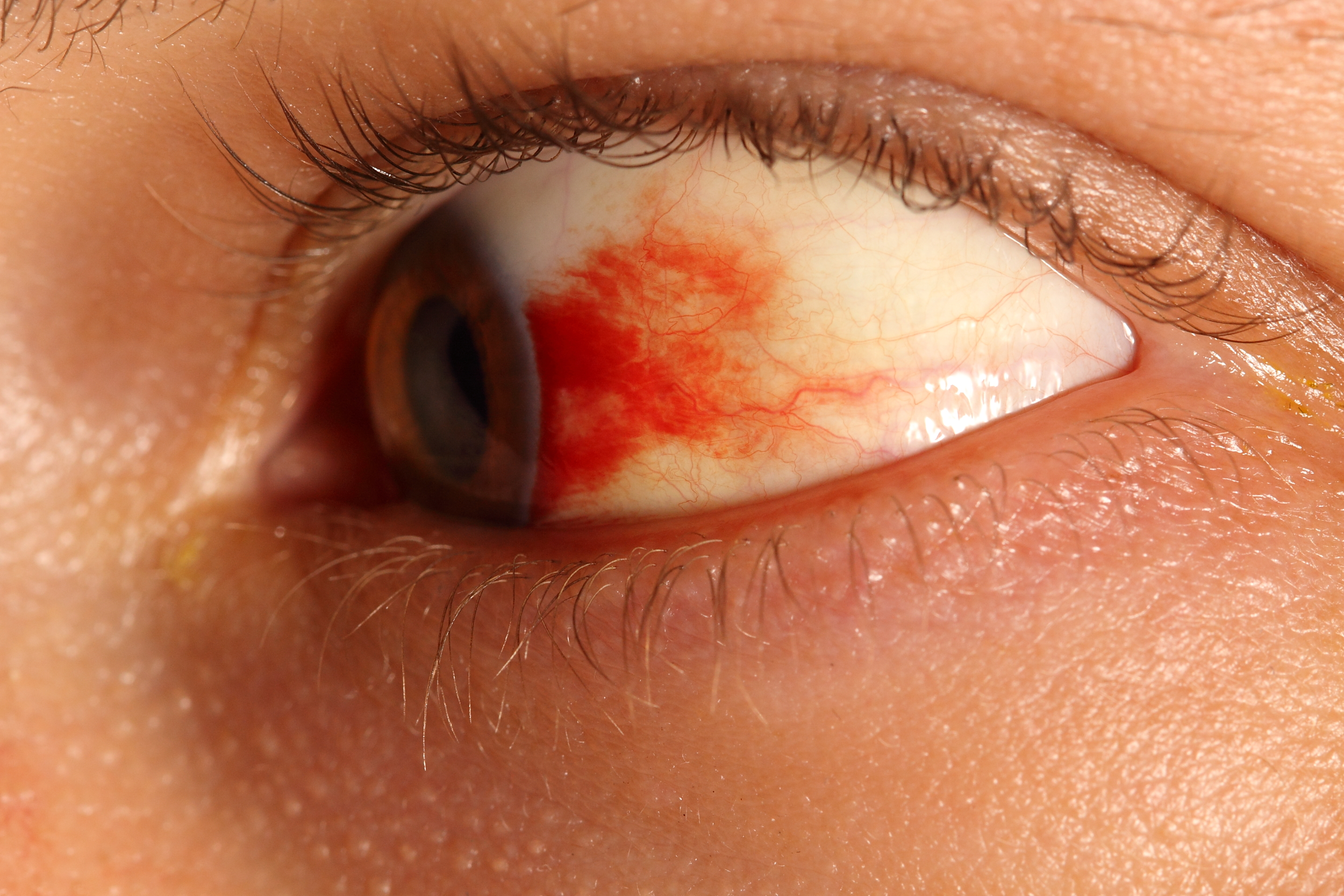
Chảy máu dưới kết mạc là một biến chứng sau phẫu thuật LASIK phổ biến và tương đối nhẹ.

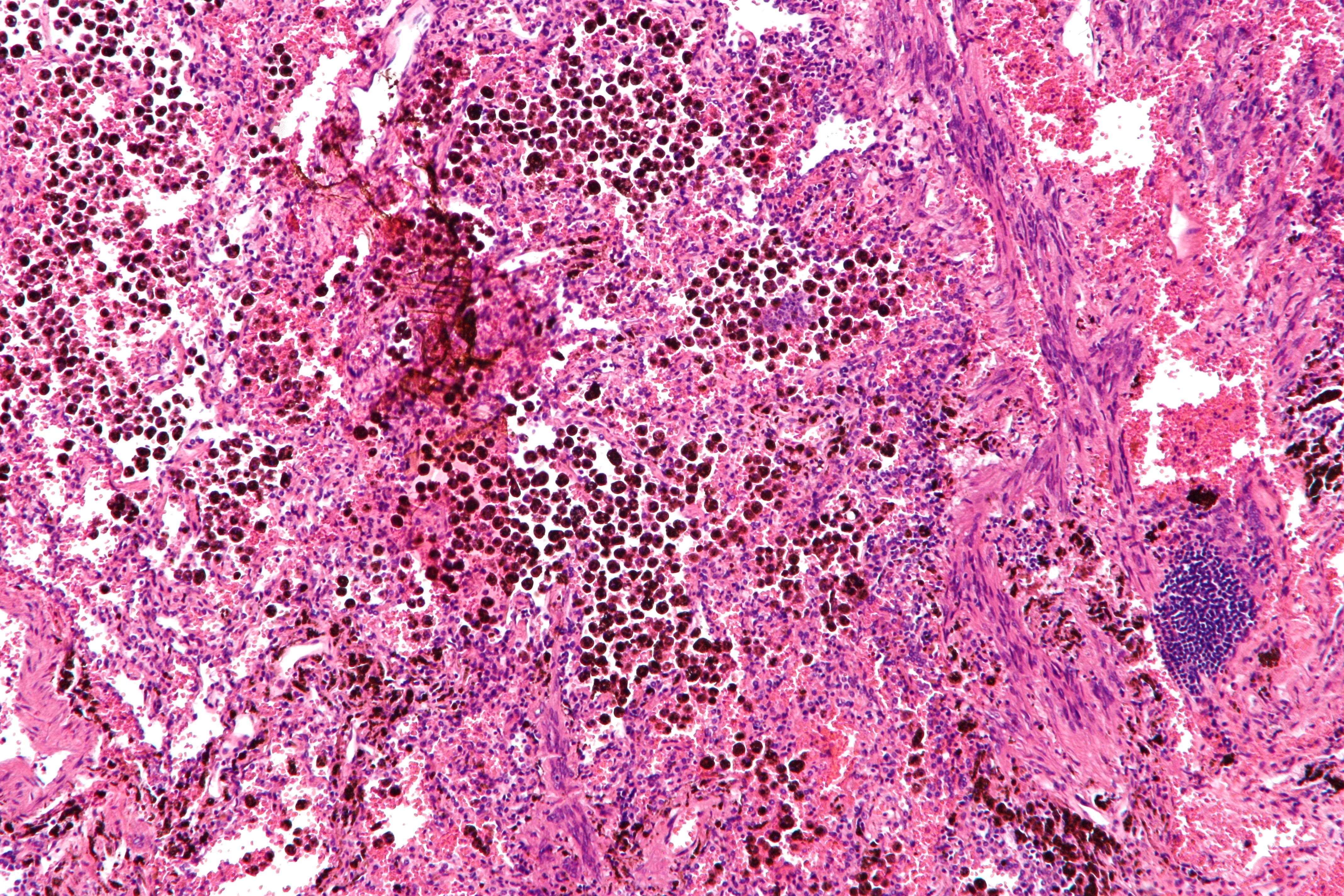
Hình ảnh kính hiển vi cho thấy nhiều tế bào vi mô phế nang chứa hemosiderin (màu nâu đậm), như được thấy trong một trường hợp chảy máu phổi. Sắc ký H&E.

### Vùng đầu
- Chảy máu trong sọ (Intracranial hemorrhage) - chảy máu trong sọ.
- Chảy máu não (Cerebral hemorrhage) - một loại chảy máu trong sọ, xảy ra trong các mô não chính.
- Chảy máu trong não (Intracerebral hemorrhage) - chảy máu trong não do sự vỡ nứt của mạch máu trong đầu. Xem thêm đột quỵ chảy máu (hemorrhagic stroke).
- Chảy máu dưới màng nhện (Subarachnoid hemorrhage - SAH) ám chỉ sự hiện diện của máu trong khoảng không gian dưới màng nhện do quá trình bệnh lý. Thông thường, trong ngữ cảnh y học, thuật ngữ SAH thường được sử dụng để chỉ các loại chảy máu không do chấn thương, thường là do nứt nẻ của một khối u nang (berry aneurysm) hoặc dị tật mạch máu tĩnh (arteriovenous malformation - AVM).[6] Phạm vi của bài viết này giới hạn ở các loại chảy máu không do chấn thương này.

### Mắt
- Xuất huyết dưới kết mạc (Subconjunctival hemorrhage) - mắt đỏ do máu chảy từ một mạch máu bị vỡ trong kết mạc (phần trắng của mắt). Thường là kết quả của căng thẳng, bao gồm ho, hắt hơi, nôn mửa hoặc các hoạt động căng thẳng khác.

### Mũi
- Chảy máu cam - Chảy máu mũi

### Miệng
- Tooth Eruption
- Nôn ra máu (Hematemesis) - nôn ra máu
- Ho ra máu (Hemoptysis) - ho ra máu từ phổi

### Phổi
- Chảy máu phổi (Pulmonary hemorrhage)

### Đường tiêu hóa
- Xuất huyết tiêu hóa trên
- Xuất huyết tiêu hóa dưới
- Chảy máu đường tiêu hóa

### Đường tiết niệu
- Tiểu ra máu (Hematuria) - máu trong nước tiểu do chảy máu trong đường tiết niệu

### Sản phụ khoa
- Chảy máu âm đạo
  - Xuất huyết sau sinh
  - Băng huyết
- Xuất huyết ở buồng trứng - Đây là một biến chứng có thể nguy hiểm và không phải hiếm gặp ở những bệnh nhân gầy mà bị hội chứng buồng trứng đa nang thực hiện thu hoạch trứng qua đường âm đạo.[7]

### Hậu môn
- Đại tiện phân đen (Melena) - Xuất huyết tiêu hóa trên
- Đại tiên phân có máu (Hematochezia) - chảy máu trên tiêu hóa cấp dưới, hoặc chảy máu nhanh trên tiêu hóa cấp

### Mạch máu
- Vỡ đoạn phình mạch
- Đứt, vỡ động mạch
- Chấn thương do can thiệp y học

## Nguyên nhân
Xem thêm: Vết thương
Chảy máu xảy ra do chấn thương gây ra, điều kiện y tế cơ bản hoặc sự kết hợp của cả hai.

### Chấn thương do va đập
Chảy máu do chấn thương là kết quả của một loại chấn thương nào đó. Có nhiều loại vết thương khác nhau có thể gây ra chảy máu do chấn thương. Những loại này bao gồm:
- Vết cào - Còn được gọi là trầy xước, loại vết thương này do vật thể di chuyển qua da, và thường không xâm nhập vào lớp thượng bì (epidermis).
- Bệnh da liễu - Tương tự như vết cào, loại vết thương này thường do sự phá hủy vật lý của da, tuy nhiên thường có nguyên nhân y tế gây ra.
- Huyết khối - Do tổn thương mạch máu dẫn đến máu tụ lại trong một khu vực tập trung.
- Vết rách - Vết thương không đều do va đập vào mô mềm bao phủ trên mô cứng hoặc do xé rách như trong quá trình sinh đẻ. Trong một số trường hợp, cũng có thể sử dụng để mô tả một vết cắt (incision).
- Cắt mổ - Một cắt vào mô hoặc cơ quan trong cơ thể, chẳng hạn bằng cơ hoặc dao, được thực hiện trong quá trình phẫu thuật.
- Vết thương đâm - Do một vật thể xâm nhập vào da và các lớp bên dưới, chẳng hạn như một đinh, kim hoặc dao.
- Vết thâm - Còn được gọi là vết bầm tím, đây là tổn thương chấn thương tùy tính gây tổn thương dưới bề mặt da.
- Chấn thương đè - Do một vật lớn hoặc cực đại đè lên trong một khoảng thời gian. Mức độ của chấn thương đè có thể không được hiển thị ngay lập tức.
- Chấn thương đạn dược - Do vũ khí đạn dược như súng.

Các mẫu chấn thương, đánh giá và điều trị sẽ thay đổi tùy theo cơ chế của chấn thương. Chấn thương đập vào gây tổn thương thông qua hiệu ứng sốc, tức là tập trung năng lượng trên một khu vực. Vết thương thường không thẳng và da không bị gãy gập có thể che giấu tổn thương đáng kể. Chấn thương thường đi theo đường đi của vật thể gây tổn thương. Vì năng lượng được áp dụng một cách tập trung hơn, nên cần ít năng lượng hơn để gây ra tổn thương đáng kể. Bất kỳ cơ quan nào trong cơ thể, bao gồm xương và não, cũng có thể bị tổn thương và chảy máu. Sự chảy máu có thể không dễ dàng được nhận thấy; các cơ quan nội tạng như gan, thận và lá lách có thể chảy máu vào bụng. Dấu hiệu duy nhất có thể xuất hiện là sự mất máu. Chảy máu từ các lỗ hở trên cơ thể, chẳng hạn như hậu môn, mũi, hoặc tai có thể là dấu hiệu của chảy máu nội tạng. Chảy máu sau một thủ thuật y tế cũng thuộc vào danh mục này.

### Tình trạng sức khỏe
"Chảy máu y khoa" chỉ ra sự xuất huyết do một tình trạng sức khỏe cơ bản (nghĩa là những nguyên nhân của việc chảy máu không phải trực tiếp do chấn thương). Máu có thể thoát ra từ mạch máu do 3 mẫu tổn thương cơ bản sau:
- Thay đổi nội mạch – thay đổi của máu trong mạch (ví dụ: tăng huyết áp, giảm yếu tố đông máu)
- Thay đổi trong thành mạch – thay đổi phát sinh trong thành của mạch máu (ví dụ: nứt động mạch, khối u nội mạch, viêm mạch)
- Thay đổi ngoài mạch – thay đổi phát sinh bên ngoài mạch máu (ví dụ: nhiễm trùng Helicobacter pylori, tái mạn não, u não)

Cơ sở khoa học cơ bản cho quá trình đông máu và cơ chế kiểm soát chảy máu được thảo luận chi tiết trong các bài báo về đông máu, kiểm soát chảy máu và các bài liên quan. Thảo luận ở đây giới hạn trong phạm vi các khía cạnh thực tiễn phổ biến của quá trình hình thành cục máu gây ra sự chảy máu.
Một số tình trạng y tế cũng có thể làm cho bệnh nhân dễ chảy máu. Đây là những tình trạng ảnh hưởng đến chức năng kiểm soát chảy máu (hemostasis) bình thường của cơ thể. Những tình trạng này hoặc là gây ra, hoặc là do bệnh nhân có xuất huyết diatheses. Hemostasis bao gồm nhiều thành phần. Các thành phần chính của hệ thống hemostasis bao gồm tiểu cầu và hệ thống đông máu.
Tiểu cầu là các thành phần nhỏ trong máu tạo thành một tắc động mạch máu trong thành của mạch máu để ngăn chặn chảy máu. Tiểu cầu cũng sản xuất nhiều chất kích thích sản xuất cục máu. Một trong những nguyên nhân phổ biến nhất của nguy cơ chảy máu tăng cao là tiếp xúc với thuốc chống viêm không steroid (NSAIDs). Gốc mẫu cho nhóm thuốc này là aspirin, làm giảm sản xuất thromboxane. NSAIDs ức chế hoạt hóa của tiểu cầu, do đó tăng nguy cơ chảy máu. Tác dụng của aspirin là không thể đảo ngược, do đó tác dụng ức chế của aspirin tồn tại cho đến khi tiểu cầu được thay thế (khoảng mười ngày). Các NSAIDs khác như ibuprofen (Motrin) và các loại thuốc liên quan có thể đảo ngược, do đó, tác dụng lên tiểu cầu không kéo dài như aspirin.
Hệ thống đông máu bao gồm nhiều yếu tố đông máu được đặt tên và tương tác phức tạp với nhau để hình thành cục máu, như đã được thảo luận trong bài viết về đông máu. Sự thiếu hụt của các yếu tố đông máu được liên kết với tình trạng chảy máu lâm sàng. Ví dụ, thiếu hụt yếu tố VIII gây ra bệnh học cổ điển hemophilia A trong khi thiếu hụt yếu tố IX gây ra "bệnh Giáng sinh" (hemophilia B). Kháng thể đối với yếu tố VIII cũng có thể vô hiệu hóa yếu tố VII và gây chảy máu khó kiểm soát. Đây là một tình trạng hiếm gặp thường xảy ra ở những bệnh nhân lớn tuổi và những người mắc bệnh tự miễn. Một bệnh lý chảy máu thông thường khác là bệnh Von Willebrand. Nó được gây ra bởi sự thiếu hụt hoặc chức năng bất thường của yếu tố "Von Willebrand", đóng vai trò trong hoạt động kích hoạt tiểu cầu. Thiếu hụt các yếu tố khác, như yếu tố XIII hoặc yếu tố VII cũng đôi khi được quan sát, nhưng có thể không liên quan đến chảy máu nặng và không được chẩn đoán phổ biến như các bệnh lý khác.
Ngoài nguyên nhân chảy máu liên quan đến chất làm giảm đau, kháng viêm không steroid (NSAID), nguyên nhân chảy máu phổ biến khác là liên quan đến thuốc warfarin (Coumadin và các loại khác). Thuốc này cần được giám sát chặt chẽ vì nguy cơ chảy máu có thể tăng đáng kể do tương tác với các loại thuốc khác. Warfarin hoạt động bằng cách ức chế sản xuất Vitamin K trong ruột. Vitamin K là yếu tố cần thiết cho quá trình sản xuất các yếu tố đông máu II, VII, IX và X trong gan. Một trong những nguyên nhân chính gây chảy máu liên quan đến warfarin là sử dụng kháng sinh. Các vi khuẩn trong ruột sản xuất vitamin K và bị tiêu diệt bởi kháng sinh. Điều này làm giảm mức độ vitamin K và do đó giảm sản xuất các yếu tố đông máu này.
Những thiếu hụt về chức năng tiểu cầu có thể đòi hỏi truyền máu tiểu cầu trong khi những thiếu hụt về yếu tố đông máu có thể đòi hỏi truyền huyết tương tươi đông lạnh hoặc các yếu tố đông máu cụ thể, chẳng hạn Yếu tố VIII cho bệnh nhân mắc bệnh hemophilia.

### Bệnh truyền nhiễm
Những bệnh truyền nhiễm như Ebola, bệnh viêm gan Marburg và sốt vàng có thể gây ra chảy máu.

## Chẩn đoán / Hình ảnh
Xem thêm: Đánh giá vết thương
Hoá chất Dioxaborolane cho phép đánh dấu fluorua phóng xạ (18F) trên các tế bào máu đỏ, từ đó cho phép chụp cắt lớp phát xạ positron (PET) của chảy máu trong não (intracerebral hemorrhages).

### Phân loại

#### Mất máu
Chảy máu được chia thành bốn lớp theo hệ thống hỗ trợ sinh tồn sau chấn thương nghiêm trọng (Advanced Trauma Life Support - ATLS) của Hội Phẫu thuật viên Mỹ.
- Chảy máu lớp I bao gồm khoảng 15% dung tích máu. Thông thường không có thay đổi về dấu hiệu sống cấp cứu và không cần thường xuyên hồi sức bằng dung dịch.
- Chảy máu lớp II bao gồm 15-30% tổng dung tích máu. Bệnh nhân thường có nhịp tim nhanh (tachycardia) và giảm sự khác biệt giữa huyết áp tâm thu và tâm trương. Cơ thể cố gắng bù đắp bằng cơ chế co mạch ngoại vi. Da có thể trở nên tái nhợt và lạnh khi chạm vào. Bệnh nhân có thể thể hiện những thay đổi nhẹ về hành vi. Thường chỉ cần hồi sức bằng dung dịch tinh thể (nước muối). Thông thường không cần truyền máu.
- Chảy máu lớp III bao gồm mất mát 30-40% tổng dung tích máu lưu thông. Huyết áp của bệnh nhân giảm, nhịp tim tăng, tình trạng suy giảm hoạt động của các mạch ngoại vi (sốc) và thời gian đáp ứng tái điền của mao mạch giảm đi, cùng với tình trạng tâm lý tồi tệ hơn. Thường cần phải hồi sức bằng dung dịch tinh thể và truyền máu.
- Chảy máu lớp IV bao gồm mất mát hơn 40% tổng dung tích máu lưu thông. Giới hạn của khả năng bù đắp của cơ thể đã được đạt đến và cần có sự hồi sức quyết liệt để ngăn ngừa tử vong.

Hệ thống này cơ bản tương tự như trong việc phân loại giai đoạn của sốc suy giảm dung tích mạch máu.
Các cá nhân trong tình trạng thể chất và tim mạch xuất sắc có thể có các cơ chế bù đắp hiệu quả hơn trước khi trải qua suy tim mạch. Những bệnh nhân này có thể trông ổn định một cách bất thường, chỉ có độ biến đổi tối thiểu trong dấu hiệu sống còn, trong khi sự tuần hoàn ngoại vi kém. Các bệnh nhân cao tuổi hoặc có các điều kiện y tế mãn tính có thể có độ dung nạp mất mát máu thấp hơn, khả năng bù đắp kém hơn, và có thể sử dụng thuốc như beta blocker có thể làm giảm đáp ứng tim mạch. Cần cẩn trọng trong đánh giá.

#### Chảy máu cấp
Mặc dù không có định nghĩa chung chung được chấp nhận cho khái niệm chảy máu cấp, nhưng dưới đây có thể được sử dụng để nhận dạng tình trạng này: "(i) mất máu vượt quá lượng máu tuần hoàn trong vòng 24 giờ, (ii) mất máu đạt 50% lượng máu tuần hoàn trong vòng 3 giờ, (iii) mất máu vượt quá 150 ml/phút, hoặc (iv) mất máu đòi hỏi phải tiêm huyết tương và tiểu cầu."

#### Tổ chức Y tế Thế giới (WHO)
Tổ chức Y tế Thế giới WHO đã đưa ra một thang đo chuẩn hóa để đánh giá mức độ nghiêm trọng của chảy máu.
| Cấp 0 | Không chảy máu;                                                                    |
| Cấp 1 | Chảy máu chấm đỏ (petechial);                                                      |
| Cấp 2 | Mất máu nhẹ (có ý nghĩa lâm sàng);                                                 |
| Cấp 3 | Mất máu rõ ràng, đòi hỏi truyền máu (nghiêm trọng);                                |
| Cấp 4 | Mất máu gây suy nhược nặng, liên quan đến võng mạc hoặc não và có nguy cơ tử vong; |

## Điều trị
Dùng các phương pháp cầm máu (chỉ huyết) bằng
- Tây y: Phức hợp prothrombin cô đặc, cryoprecipitate, huyết thanh tươi đông lạnh, Acid tranexamic, Acid aminocaproic
- Đông y: Cỏ mực, Ngò ôm, Ngải cứu, Diếp cá, Huyết dụ đỏ,... Đông y quy chứng này về Vị quản thống thể Huyết ứ, Phép trị là chỉ huyết, bổ huyết, thông lạc hoạt huyết.

## Từ nguyên học
Từ "hemorrhage" có nguồn gốc từ từ tiếng Hy Lạp "haimorrhagia" (αἱμορραγία), kết hợp giữa "haima" (αἷμα) có nghĩa là máu và "rhēgnymi" (ῥήγνυμι) có nghĩa là đổ ra hoặc chảy ra.